# Holloman Air Force Base
Holloman Air Force Base è una base militare della United States Air Force e un census-designated place (CDP) degli Stati Uniti d'America, situato nello stato del Nuovo Messico, nella contea di Otero.
L'aeroporto e CDP, situato a circa 10 km da Alamogordo, è attivo dal 1942.